# Jan Siuchniński

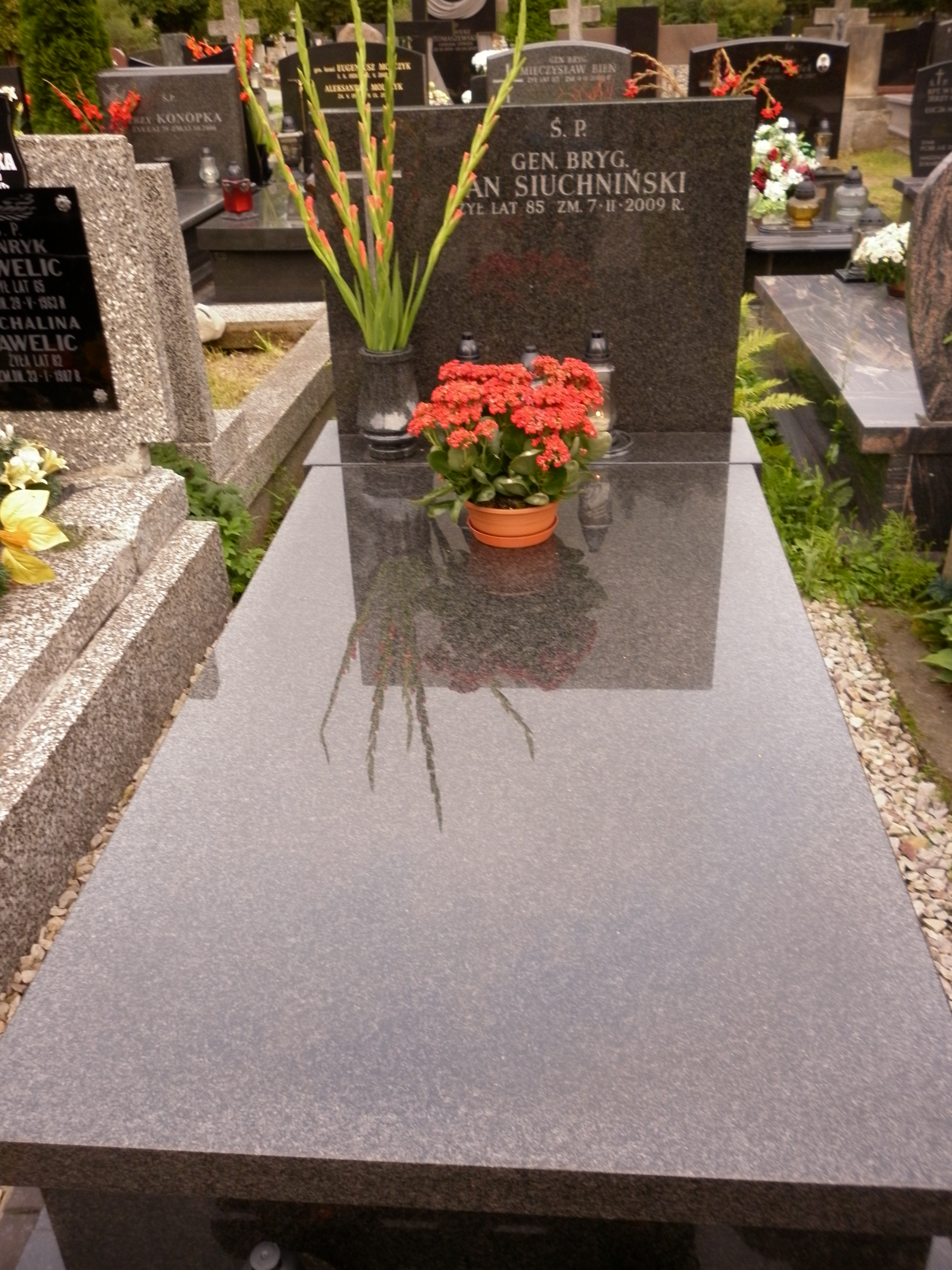
Grób gen. Jana Siuchnińskiego na Cmentarzu Wojskowym na Powązkach w Warszawie

Jan Siuchniński (ur. 17 maja 1923 w Żninie, zm. 7 lutego 2009 w Warszawie) – generał brygady Wojska Polskiego, wieloletni dowódca jednostek wojskowych podległych MSW.

## Życiorys
Przed wojną ukończył siedmioklasową szkołę powszechną oraz dwie klasy Gimnazjum im. Braci Śniadeckich w Żninie. Podczas okupacji niemieckiej pracował jako robotnik sezonowy w cukrowni w Żninie. W 1943 został wywieziony na roboty przymusowe. Pracował w fabryce samolotów w Krzesinach. W lutym 1945 zgłosił się w Rejonowej Komendzie Uzupełnień w Gnieźnie jako ochotnik do ludowego Wojska Polskiego i został wcielony do zapasowego pułku kawalerii. W maju 1945 został skierowany do Oficerskiej Szkoły Centrum Wyszkolenia Korpusu Bezpieczeństwa Wewnętrznego w Legnicy i po jej ukończeniu został 20 grudnia 1945 promowany do stopnia podporucznika w korpusie oficerów piechoty. Po promocji został dowódcą plutonu w Samodzielnym Pułku Ochrony Rządu w Warszawie. W listopadzie 1946 został szefem sztabu batalionu w tym pułku, a od lipca 1949 do stycznia 1951 roku był kierownikiem sekcji operacyjnej pułku. Był działaczem ZWM, PPR i PZPR. W 1949 zdał egzaminy maturalne w Gimnazjum i Liceum dla Pracujących w Warszawie.
W 1951 skierowany na stanowisko szefa sztabu 9 pułku KBW w Bydgoszczy. Od listopada 1951 do września 1952 studiował i ukończył z pierwszą lokatą studia w Wyższej Szkole Piechoty w Rembertowie. Od 1952 był szefem sztabu 12. pułku KBW Ziemi Szczecińskiej w Szczecinie. W latach 1955–1958 studiował w Akademii Sztabu Generalnego WP w Rembertowie. W latach 1958–1959 dowódca 12. Pułku KBW, a od września 1959 dowódca Nadwiślańskiej Brygady Ochrony Rządu. W 1965 w ramach reorganizacji – likwidacji wojsk KBW i utworzeniu WOWewn podległych MON – w skład dowodzonej przez niego, pozostałej w MSW Nadwiślańskiej Brygady Ochrony Rządu włączono trzy bataliony – batalion łączności, batalion szkolenia rezerw Milicji Obywatelskiej i Służby Bezpieczeństwa z limitu Ministerstwa Spraw Wewnętrznych oraz Samodzielną Eskadrę Lotnictwa – z rozformowanego Korpusu Bezpieczeństwa Wewnętrznego. Nowo utworzona formacja otrzymała nazwę – Nadwiślańska Brygada MSW im. Czwartaków AL (do korespondencji jawnej w latach 1965–1968 była to Nadwiślańska Jednostka MSW im. Czwartaków AL) 9 października 1968 został awansowany uchwałą Rady Państwa PRL do stopnia generała brygady. Nominację wręczył mu w Belwederze 12 października 1968 przewodniczący Rady Państwa marsz. Marian Spychalski. Po powołaniu w dniu 1 września 1974 nowej formacji wojskowej dowodził do stycznia 1983 Nadwiślańskimi Jednostkami Wojskowymi MSW, podlegając bezpośrednio ministrowi spraw wewnętrznych bez żadnych struktur pośrednich. Podległa mu formacja zajmowała się m.in. ochroną obiektów Rządowych na terenie Warszawy i Kraju, ochroną polskich placówek dyplomatycznych za granicą, ambasad obcych państw w Warszawie....
Ukończył zaoczne studia w Szkole Głównej Służby Zagranicznej w Warszawie (1961). Członek Plenum Komitetu Dzielnicowego PZPR Warszawa Śródmieście, a następnie Warszawa-Mokotów (1965–1975). Członek Plenum Komitetu Warszawskiego PZPR (1975–1983). Był inicjatorem licznych akcji wojska na rzecz stolicy, m.in. akcji ratowania zamarzniętej podczas zimy stulecia Elektrociepłowni Siekierki, likwidacji skutków powodzi w 1963 oraz współudziale w budowie Centrum Zdrowia Dziecka. Żołnierze podległych mu jednostek oddali honorowo ponad 20 tysięcy litrów krwi. Zorganizował dla żołnierzy służby zasadniczej szkolenie w różnych zawodach. W latach 1971–1983 kilkanaście tysięcy żołnierzy podwyższało kwalifikacje zawodowe, a kilka tysięcy zdobyło nowe zawody (kwalifikacje majstra, czeladnika).
W latach 1981–1983 przewodniczący Rady Harcerstwa m. st. Warszawy. Od 1973 był członkiem Prezydium Komitetu Budowy, a następnie przewodniczącym Komisji Rewizyjnej Komitetu Wspierania Centrum Zdrowia Dziecka i członkiem honorowym tego stowarzyszenia. W latach 1978–1983 członek Rady Ochrony Pomników Walki i Męczeństwa, a w latach 1988–1990 członek Rady Ochrony Pamięci Walk i Męczeństwa. Był autorem artykułów z zakresu problematyki polityki zagranicznej opublikowanych w Biuletynie Ministerstwa Spraw Zagranicznych.
W latach 1983–1987 minister pełnomocny – chargé d’affaires Ambasady Polskiej Rzeczypospolitej Ludowej w Tiranie. Po powrocie do kraju zakończył zawodową służbę wojskową i z dniem 17 maja 1988 został przeniesiony w stan spoczynku.
W stanie spoczynku należał do Klubu Generałów WP, w którym był członkiem Rady Klubu.
Pochowany został 13 lutego 2009 na Cmentarzu Wojskowym na Powązkach (kwatera FII-5-9). Mszę świętą żałobną w intencji zmarłego odprawił w katedrze polowej biskup polowy WP gen. dyw. prof. dr hab. Tadeusz Płoski.

## Awanse
W trakcie wieloletniej służby w ludowym Wojsku Polskim otrzymywał awanse na kolejne stopnie wojskowe:
- podporucznik – 1945
- porucznik – 1950
- kapitan – 1951
- major – 1952
- podpułkownik – 1958
- pułkownik – 1961
- generał brygady – 1968

## Życie prywatne
Syn Lucjana i Heleny z domu Radeckiej. Mieszkał w Warszawie.
Od 1950 żonaty z Melanią, miał dwóch synów.

## Ordery, odznaczenia i wyróżnienia
- Order Sztandaru Pracy I klasy (1979)
- Order Sztandaru Pracy II klasy (1973)
- Krzyż Oficerski Orderu Odrodzenia Polski (1968)
- Krzyż Kawalerski Orderu Odrodzenia Polski (1963)
- Złoty Krzyż Zasługi (1959)
- Srebrny Krzyż Zasługi (dwukrotnie, 1949 i 1954)
- Medal Komisji Edukacji Narodowej
- Medal 10-lecia Polski Ludowej (1954)
- Medal 30-lecia Polski Ludowej (1974)
- Medal 40-lecia Polski Ludowej (1984)
- Złoty Medal „Siły Zbrojne w Służbie Ojczyzny”
- Srebrny Medal Siły Zbrojne w Służbie Ojczyzny
- Brązowy Medal Siły Zbrojne w Służbie Ojczyzny
- Złoty Medal Za zasługi dla obronności kraju (1974)
- Srebrny Medal Za zasługi dla obronności kraju
- Brązowy Medal Za zasługi dla obronności kraju
- Złota Odznaka „Za zasługi w zwalczaniu powodzi”
- Odznaka Honorowa Polskiego Czerwonego Krzyża I stopnia (1980)
- Odznaka Honorowa Polskiego Czerwonego Krzyża II stopnia
- Złoty Medal Opiekuna Miejsc Pamięci Narodowej (1977)
- Złota Odznaka „Zasłużony Działacz Kultury Fizycznej”
- Honorowa Odznaka Rzemiosła (1980)
- Złoty Znak Związku Ochotniczych Straży Pożarnych (1975)[9]
- Złota Odznaka honorowa „Za Zasługi dla Warszawy”
- Złota odznaka „Zasłużony w rozwoju województwa katowickiego”
- Odznaka „Zasłużony dla Kielecczyzny”
- Odznaka Honorowa Gryfa Pomorskiego (województwo szczecińskie)
- Nagroda Miasta Stołecznego Warszawy (1979)
- Medal za Długoletnie Pożycie Małżeńskie (2000)[10]

Posiadał odznaczenia i wyróżnienia za zasługi dla Ministerstwa Spraw Zagranicznych, Ministerstwa Łączności, Ministerstwa Komunikacji, Ministerstwa Budownictwa i Przemysłu Materiałów Budowlanych, Ministerstwa Handlu Zagranicznego i Gospodarki Morskiej. Posiadał wyróżnienia za współpracę z Ligą Obrony Kraju, Dowództwami: Wojsk Obrony Powietrznej Kraju, Wojsk Lotniczych, Warszawskiego Okręgu Wojskowego, Wojsk Ochrony Pogranicza, Inspektoratem Obrony Cywilnej Kraju oraz Dyrekcją Huty Warszawa i Fabryki Samochodów Osobowych na Żeraniu.